# Pierre Imperiali
Pierre Guillaume Charles Giovanni Imperiali, markies van de Prinsen van Francavilla, kortweg Pierre Imperiali, (Hamal, 17 mei 1874 - Soheit-Tinlot, 10 januari 1940) was een Belgisch volksvertegenwoordiger, senator en burgemeester.

## Biografie

### Familie
Pierre Imperiali was een zoon van de Italiaanse markies Giovanni Imperiali (1835-1909), patriciër van Genua en Napels, en gravin Emma de Hemricourt de Grunne (1842-1892).
Bij koninklijk besluit van 9 april 1902 werd hij opgenomen in de Belgische adel, met de bij eerstgeboorte erfelijke titel van markies. Hij trouwde in 1898 in Brussel met gravin Geneviève de Liedekerke (1873-1937), dochter van graaf Édouard de Liedekerke, burgemeester van Pailhe. Ze hadden drie dochters en twee zoons.
Hij was een schoonbroer van graaf Pierre de Liedekerke de Pailhe, burgemeester van Jehay-Bodegnée, provincieraadslid van Luik, volksvertegenwoordiger en minister van Economische Zaken en Landbouw.

### Loopbaan
In 1901 werd hij gemeenteraadslid van Soheit-Tinlot. Hij werd er in 1905 schepen en in 1919 burgemeester.
Hij werd in 1912 in opvolging van de overleden Dominique Pitsaer volksvertegenwoordiger voor de Katholieke Partij voor het arrondissement Hoei-Borgworm en vervulde dit mandaat tot in 1919. Hij werd vervolgens senator voor hetzelfde arrondissement en dit tot in 1925.
Hij kreeg vooral bekendheid door het bedenken van het methode-Imperiali die in 1921 werd ingevoerd voor de gemeenteraadsverkiezingen, om een representatief democratisch samengesteld kiescollege te bewerkstelligen. Er werd, teneinde makkelijker een werkbare meerderheid te kunnen tot stand brengen, enig voordeel toegekend aan de partij met het hoogste aantal stemmen. Deze allocerende hervorming van het kiesstelsel kreeg kritiek, vooral van kleinere partijen, maar wordt nog steeds toegepast op het gemeentelijk niveau.